# 本巣市立一色小学校
本巣市立一色小学校（もとすしりつ いっしきしょうがっこう）は、岐阜県本巣市の公立小学校。

## 就学区域
- 石神、上高屋、長屋、見延、数屋、有里、随原[1]
- 本巣市は学校選択制を導入しており、就学区域外の本巣市内在住者でも、1年生の入学時および転入時においてのみ一色小学校を選択することが可能[1][2]。

## 沿革
- 1872年（明治5年） - 
  - 愛敬義校が開校。長屋村、石神村の児童が通学する。
  - 守垣義校が開校。随原村、見延村、早野村[注釈 1]の児童が通学する。
  - 鸚鳴義校が開校。数屋村、高屋村、有里村の児童が通学する。
- 1879年（明治12年） - 
  - 愛敬義校、守垣義校、鸚鳴義校が統合し、見延村一色に移転。一色学校となる。
  - 随原村が単独で随原学校を開校。
- 1885年（明治18年） - 一色学校に随原学校が統合される。
- 1886年（明治19年） - 見延尋常小学校に改称する。
- 1891年（明治24年） - 見延尋常高等小学校に改称する。
- 1897年（明治30年） - 有里村、石神村、数屋村、上高屋村[注釈 2]、随原村、長屋村、見延村が合併し、本巣郡一色村が発足。同時に、一色尋常高等小学校に改称する。
- 1903年（明治36年） - 農業補習学校を附設する。
- 1926年（大正15年） - 青年訓練所を附設する。
- 1936年（昭和10年） - 青年訓練所を廃止。訓練学校を附設する。
- 1941年（昭和16年） - 一色国民学校に改称する。
- 1947年（昭和22年） - 一色村立一色小学校に改称する。
- 1955年（昭和30年）4月1日 - 土貴野村と一色村が合併し、糸貫村が発足。同時に糸貫村立一色小学校に改称する。
- 1960年（昭和35年）4月1日 - 町制施行により糸貫町となる。同時に糸貫町立一色小学校に改称する。
- 1967年（昭和42年） - 新校舎完成。
- 1971年（昭和46年） - 体育館完成。
- 1981年（昭和56年） - 校舎を増築。
- 2004年（平成16年） - 本巣町、真正町、糸貫町、根尾村が合併し本巣市が発足。同時に本巣市立一色小学校に改称する。

## 進学先中学校
- 本巣市立糸貫中学校